# Prix Hommage visionnaire
Der Prix Hommage visionnaire de la science-fiction et du fantastique québécois ist ein kanadischer Literaturpreis, mit dem seit 2013 alle zwei Jahre französischsprachige Autoren aus dem Bereich der Science-Fiction und der Phantastik für ihr Lebenswerk geehrt werden. Der Preis wird von SFSF Boréal Inc. vergeben, einer gemeinnützigen Gesellschaft, welche auch die jährlich in Québec stattfindende Convention des Congrès Boréal ausrichtete, auf welcher der Prix Hommage visionnaire verliehen wird.
Bisherige Preisträger waren:
- 2019 Daniel Sernine[2]
- 2017 Joël Champetier
- 2015 Esther Rochon
- 2013 Élisabeth Vonarburg